# Sergei Tretjakow (Radsportler)
Sergei Tretjakow (* 1. Februar 1978) ist ein ehemaliger kasachischer Radrennfahrer.
Sergei Tretjakow wurde 1998 Gesamtzweiter bei der Rumänien-Rundfahrt und konnte ein Jahr später die Gesamtwertung für sich entscheiden. 2002 konnte er zwei Etappen bei der Tour of Saudi-Arabia gewinnen, wo er auch Gesamtdritter wurde. In der Saison 2004 konnte er jeweils eine Etappe bei der Ägypten-Rundfahrt und bei der International Presidency Turkey Tour für sich entscheiden. Ein Jahr später wurde Tretjakow Erster der Gesamtwertung bei der Ägypten-Rundfahrt. Außerdem war er jeweils einmal auf Teilstücken der Kerman Tour und International Presidency Turkey Tour erfolgreich.

## Erfolge
1999
- Gesamtwertung Rumänien-Rundfahrt

2004
- eine Etappe Ägypten-Rundfahrt
- eine Etappe International Presidency Turkey Tour

2005
- Gesamtwertung Ägypten-Rundfahrt
- eine Etappe Kerman Tour
- eine Etappe International Presidency Turkey Tour